# Кубок Албанії з футболу 2006—2007
Кубок Албанії з футболу 2006–2007 — 55-й розіграш кубкового футбольного турніру в Албанії. Титул вперше здобула Беса.

## Календар
| Раунд                   | Дата                          | Матчі | Клуби   |
| ----------------------- | ----------------------------- | ----- | ------- |
| Перший попередній раунд | 27 серпня 2006                | 12    | 50 → 38 |
| Другий попередній раунд | 10-13 вересня 2006            | 6     | 38 → 32 |
| 1/16 фіналу             | 20-27 вересня 2006            | 32    | 32 → 16 |
| 1/8 фіналу              | 25 жовтня - 22 листопада 2006 | 16    | 16 → 8  |
| 1/4 фіналу              | 14 лютого - 7 березня 2007    | 8     | 8 → 4   |
| 1/2 фіналу              | 11/25 квітня 2007             | 4     | 4 → 2   |
| Фінал                   | 16 травня 2007                | 1     | 2 → 1   |

## 1/16 фіналу
| Команда 1            | Заг. | Команда 2          | 1-й матч | 2-й матч |
| -------------------- | ---- | ------------------ | -------- | -------- |
| 20/27 вересня 2006   |      |                    |          |          |
| Егнатія (3)          | 0:6  | Беса               | 0:5      | 0:1      |
| Ілірія (3)           | 2:6  | Динамо (Тирана)    | 2:3      | 0:3      |
| Сопоті (2)           | 2:9  | Шкумбіні           | 2:2      | 0:7      |
| Дайті (3)            | 1:2  | Ельбасані          | 1:1      | 0:1      |
| Лачі (2)             | 2:3  | Кастріоті          | 1:2      | 1:1      |
| Тепелена (2)         | -:+  | Скендербеу (2)     | 1:1      | -:+      |
| Турбіна (2)          | 9:4  | Поградеці (2)      | 7:2      | 2:2      |
| Буррель (2)          | 1:5  | Фламуртарі         | 0:0      | 1:5      |
| Чакрані (3)          | 1:3  | Тирана             | 1:0      | 0:3      |
| Грамозі (3)          | 3:4  | Партизані          | 1:2      | 2:2      |
| Беселіджа (Лежа) (2) | 2:5  | Люфтерарі          | 2:0      | 0:5 дч   |
| Білішт Спорті (2)    | 1:2  | Аполонія           | 1:0      | 0:2      |
| Грамші (2)           | 1:6  | Теута              | 0:1      | 1:5      |
| Бутринті (3)         | 2:10 | Влазнія            | 1:3      | 1:7      |
| Ерзені (2)           | 5:3  | Томорі (Берат) (2) | 5:1      | 0:2      |
| Ада (2)              | 3:6  | Люшня (2)          | 2:1      | 1:5      |

## 1/8 фіналу
| Команда 1                   | Заг. | Команда 2       | 1-й матч | 2-й матч |
| --------------------------- | ---- | --------------- | -------- | -------- |
| 25 жовтня/22 листопада 2006 |      |                 |          |          |
| Турбіна (2)                 | 2:0  | Ельбасані       | 2:0      | 0:0      |
| Фламуртарі                  | 1:5  | Шкумбіні        | 1:4      | 0:1      |
| Скендербеу (2)              | 2:4  | Динамо (Тирана) | 2:3      | 0:1      |
| Кастріоті                   | 3:4  | Беса            | 3:0      | 0:4      |
| Ерзені (2)                  | 1:4  | Тирана          | 1:2      | 0:2      |
| Люшня (2)                   | 0:2  | Партизані       | 0:1      | 0:1      |
| Аполонія                    | 1:2  | Теута           | 1:2      | 0:0      |
| Люфтерарі                   | 1:4  | Влазнія         | 1:1      | 0:3      |

## 1/4 фіналу
| Команда 1                 | Заг.    | Команда 2       | 1-й матч | 2-й матч |
| ------------------------- | ------- | --------------- | -------- | -------- |
| 14/28 лютого 2007         |         |                 |          |          |
| Беса                      | 3:2     | Динамо (Тирана) | 1:2      | 2:0      |
| 14 лютого/12 березня 2007 |         |                 |          |          |
| Влазнія                   | 1:1 (ч) | Партизані       | 1:1      | 0:0      |
| Теута                     | 4:3     | Тирана          | 2:1      | 2:2      |
| Шкумбіні                  | 6:1     | Турбіна (2)     | 4:0      | 2:1      |

## 1/2 фіналу
| Команда 1         | Заг.    | Команда 2 | 1-й матч | 2-й матч |
| ----------------- | ------- | --------- | -------- | -------- |
| 11/25 квітня 2007 |         |           |          |          |
| Теута             | 1:1 (ч) | Партизані | 0:0      | 1:1      |
| Шкумбіні          | 4:4 (ч) | Беса      | 3:3      | 1:1      |

## Фінал
| 16 травня 2007 |

| Беса                            | 3:1      | Теута                    |
| ------------------------------- | -------- | ------------------------ |
| Джихані 1' Беліша 41' Веляй 68' | Протокол | Джафа 8' Бікула 89' (аг) |

| Кемаль Стафа, Тирана Глядачів: 12 500 Арбітр: Албано Янку |